# Besteiros (Paredes)
Besteiros ist ein Ort und eine ehemalige Gemeinde (Freguesia) im portugiesischen Kreis Paredes. Die Gemeinde hatte 1443 Einwohner (Stand 30. Juni 2011).
Am 29. September 2013 wurden die Gemeinden Besteiros, Gondalães, Bitarães, Mouriz, Castelões de Cepeda, Vila Cova de Carros und Madalena zur neuen Gemeinde Paredes zusammengeschlossen.